# Jonas Falkenstein
Jonas Falkenstein (* 5. Juli 2000) ist ein deutscher Basketballspieler.

## Laufbahn
Falkenstein entstammt der Nachwuchsarbeit des BSV Roleber, für den er bis 2011 auflief. Er spielte dann in der Jugend der Telekom Baskets Bonn und in der Spielgemeinschaft Bonn/Rhöndorf in der Nachwuchs-Basketball-Bundesliga. In der Saison 2019/2020 gab er seinen Einstand bei den Dragons Rhöndorf in der 1. Regionalliga. Im Sommer 2020 wechselte er gemeinsam mit seinem älteren Bruder David Falkenstein zu den Telekom Baskets Bonn und wurde Mitglied der Bonner Zweitvertretung in der 1. Regionalliga. Er wurde ebenfalls in das erweiterte Bonner Bundesliga-Aufgebot aufgenommen, Ende Dezember 2021 wurde Jonas Falkenstein erstmals in der Basketball-Bundesliga eingesetzt. 2022 wurde ihm ein Zweitspielrecht für Einsätze in Rhöndorf (mittlerweile in der 2. Bundesliga Pro B) verschafft. In der Saison 2022/23 trug er zum Bonner Sieg in der Champions League bei, indem er in zwei Spielen des Europapokalwettbewerbs zum Einsatz kam. In der deutschen Meisterschaft wurde er mit der Mannschaft im Juni 2023 Zweiter.
Im Januar 2025 schloss sich Falkenstein dem Drittligisten RheinStars Köln an.